# Hans Hanke (Politiker)
Hans Hanke (* 24. Dezember 1920 in Halle (Saale)) ist ein ehemaliger deutscher Politiker (LDP(D)). Er war von 1946 bis 1950 Landtagsabgeordneter in Sachsen-Anhalt.

## Leben
Hanke war gelernter Kaufmann. Ab 1940 war er Soldat in der Wehrmacht, 1945 musste er jedoch aus politischen Gründen den Dienst in der Wehrmacht beenden und kam in ein Zwangsarbeitslager. Nach Kriegsende trat er in Halle der LDP bei und war Landesjugendreferent und Mitglied des Landesvorstands. Während des Wahlkampfes zur Landtagswahl in der Provinz Sachsen 1946 wurde er inhaftiert, nachdem in Halle eine Straßenbahn mit der Aufschrift „Für die Angliederung an die Sowjetunion – Wählt SED“ durch die Stadt gefahren war. Nach der Wahl, bei dem ihm der Gewinn eines Landtagsmandats gelang, kam er wieder frei. Hanke war der jüngste Abgeordnete des Landtags und leitete den Jugendausschuss. Er geriet in Konflikt mit der Führung der LDP in der Sowjetischen Besatzungszone und kritisierte auch ihren Leiter Wilhelm Külz scharf. Am 30. April 1949 verließ er die LDP-Fraktion und legte auch die Leitung des Jugendausschusses nieder. Sein Landtagsmandat behielt er jedoch bis zum Ende der Legislaturperiode.